# Beaumont (Kalifornien)
Beaumont ist eine Stadt im Riverside County im US-Bundesstaat Kalifornien. Das U.S. Census Bureau hat bei der Volkszählung 2020 eine Einwohnerzahl von 53.036 ermittelt.

## Geografie
Beaumont liegt im Norden des Riverside Countys im US-Bundesstaat Kalifornien. Angrenzende Orte sind Banning im Osten, Cherry Valley im Norden sowie Calimesa im Nordwesten. An das Straßenverkehrsnetz ist Beaumont über die Interstate 10 und die California State Routes 60 und 79 angebunden. Aufgrund von Beaumonts Lage an der höchsten Erhebung des San-Gorgonio-Passes fällt die Höhe der Autobahnen in die Nachbarstädte Banning und Calimesa schrittweise ab.
Beaumont hat 36.877 Einwohner (Stand der Volkszählung 2010) und erstreckt sich auf eine Fläche von 80,098 km², wovon 80,062 km² Landfläche sind; die Bevölkerungsdichte beträgt somit 460,6 Einwohner pro Quadratkilometer und ist vergleichsweise niedrig. Das Zentrum von Beaumont liegt auf einer Höhe von 796 m.

### Klima
Im Sommer steigen die Temperaturen üblicherweise auf bis zu 35  °C an, während sie im Winter auf durchschnittlich 11  °C fallen. Aufgrund der hohen Lage ist es in Beaumont gewöhnlich drei bis fünf Grad Celsius kälter als in niedriger gelegenen Städten im Umkreis wie Riverside, Hemet, San Jacinto, Perris oder Palm Springs. Schneefall kommt in Beaumont nur selten vor.
Die etwas niedrigeren Temperaturen sowie die verglichen mit Nachbarstädten saubere Luft machen Beaumont zu einem gefragten Gebiet für Neubebauungen im Inland Empire. Zusammen mit San Bernardino, Fontana und Banning ist Beaumont eine der windigsten Städte in Südkalifornien.
Der jährliche Niederschlag beträgt durchschnittlich 432 mm.

## Geschichte
Während der frühen 1850er Jahre wurde das Umland des heutigen Beaumonts von Vermessern auf der Suche nach einem Gebirgspass durchkämmt, der eine Verbindung zwischen Gebieten im Osten und dem Pazifik schaffen sollte. Im Jahr 1853 wurde der San-Gorgonio-Pass von einer Gruppe Vermesser unter der Leitung von Leutnant R. S. Williamson, einem Gesandten der Regierung der Vereinigten Staaten, entdeckt. Der Fund löste Begeisterung aus und gab Hoffnung für eine Realisierung der Pläne; schon bald wurde der Bau einer Eisenbahnstrecke vom Missouri River zum Pazifischen Ozean geplant. Ab den frühen 1860er Jahren verlegte die Southern Pacific Railroad Schienen durch das Gebiet, in dem später Beaumont entstand. Am höchsten Punkt des Passes wurde die Anlage Edgar Station gegründet, benannt nach einem der Wissenschaftler, die zur Entdeckung des Gebirgspasses beitrugen. Edgar Station diente als Rastplatz für Bahnreisende, die aus der Mojave-Wüste kamen und in den Großraum Los Angeles unterwegs waren. Schon kurze Zeit später änderte Edgar Station seinen Namen in San Gorgonioum. Allmählich zog der Ort auch dauerhafte Anwohner an.
Am 18. November 1912 wurde San Gorgonio zur City erhoben. Seitdem trägt die Stadt ihren heutigen Namen Beaumont (franz. für schöner Berg). Im Jahr 1927 hatte die junge Stadt 857 Einwohner, fünf Kirchen, eine öffentliche Bücherei, eine Bank, eine Highschool, zwei Lokalzeitungen, mehrere Sägewerke, Packhäuser und eine Entwässerungsanlage. Beaumont wurde zu einem der größten Apfelanbaugebiete im Riverside County und in frühen Jahren von der eigenen Bevölkerung als „Land des großen roten Apfels“ bezeichnet. Im Jahr 1930 brachten die Apfelplantagen in und um Beaumont 200.000 US-Dollar ein. Als die bisher wenig bekannte Stadt Palm Springs ein Stück östlich von Beaumont ab 1930 wuchs und zu einem beliebten Ferienort wurde, erfuhr auch Beaumont einen Zuwachs an Touristen und Bewohnern; durch den Bau sogenannter Guest Ranches versuchte Beaumont, von der florierenden Nachbarstadt zu profitieren. Laut einer Postkarte aus den 1930er oder 1940er Jahren bot beispielsweise die Highland Springs Guest Ranch ihren Gästen Reiten, Tennis, Bogenschießen, Hufeisenwerfen, Schwimmen, Shuffleboard, Tischtennis, Baseball, Standardtänze, Massagen, Basketball und Schlafmöglichkeiten für die Nacht an.
Während des Kalten Krieges befand sich im Potrero Canyon südlich von Beaumont ein Testgelände für Lockheed-Raketen, das von Rocketdyne betrieben wurde. Im Jahr 2003 war der Großteil des Geländes an den Staat Kalifornien verkauft. Giftige Chemikalien, die vom Raketentreibstoff und den Testaktivitäten übrig blieben, sind in Boden und Grundwasser im Testgebiet gefunden worden; in den nächsten Jahren soll mit der Reinigung des verseuchten Gebiets begonnen werden. Das California Department of Fish and Wildlife plant, das Tal für die Öffentlichkeit zugänglich zu machen, da durch den Immobilienboom zu Beginn des neuen Jahrtausends die Zersiedelung auch die letzten verbliebenen Täler des kalifornischen Inland Empires erreicht hat.
Seit dem Jahr 2000 strömen viele Bewohner Südkaliforniens nach Beaumont; Grund hierfür sind die niedrigen Immobilienkosten und die Nähe zu Los Angeles. Infolgedessen stieg die Bevölkerungszahl von 2000 bis 2006 um 130,5 Prozent, wodurch Beaumont in der Liste der schnellstwachsenden Vorstädte in Kalifornien Platz 2 hinter Lincoln belegte. Viele bisherige Anwohner gerieten dadurch in Sorge, da sie steigende Schülerzahlen, erhöhte Wassernachfrage und Verkehrsprobleme auf der Interstate 10 in Beaumont und Umgebung befürchteten.
In Beaumont entstehen mehrere Plansiedlungen, einige sind bereits fertiggestellt. Vor kurzer Zeit eröffneten mehrere SB-Warenhäuser, darunter ein Walmart, ein Baumarkt von The Home Depot sowie Filialen von Staples, Best Buy, Bed Bath & Beyond, Petco und Ross Stores. Im nahen Banning befinden sich zusätzlich Supermärkte von Albertsons und Stater Bros.
Im Jahr 2012 feierte Beaumont sein hundertjähriges Jubiläum.

## Zukunft

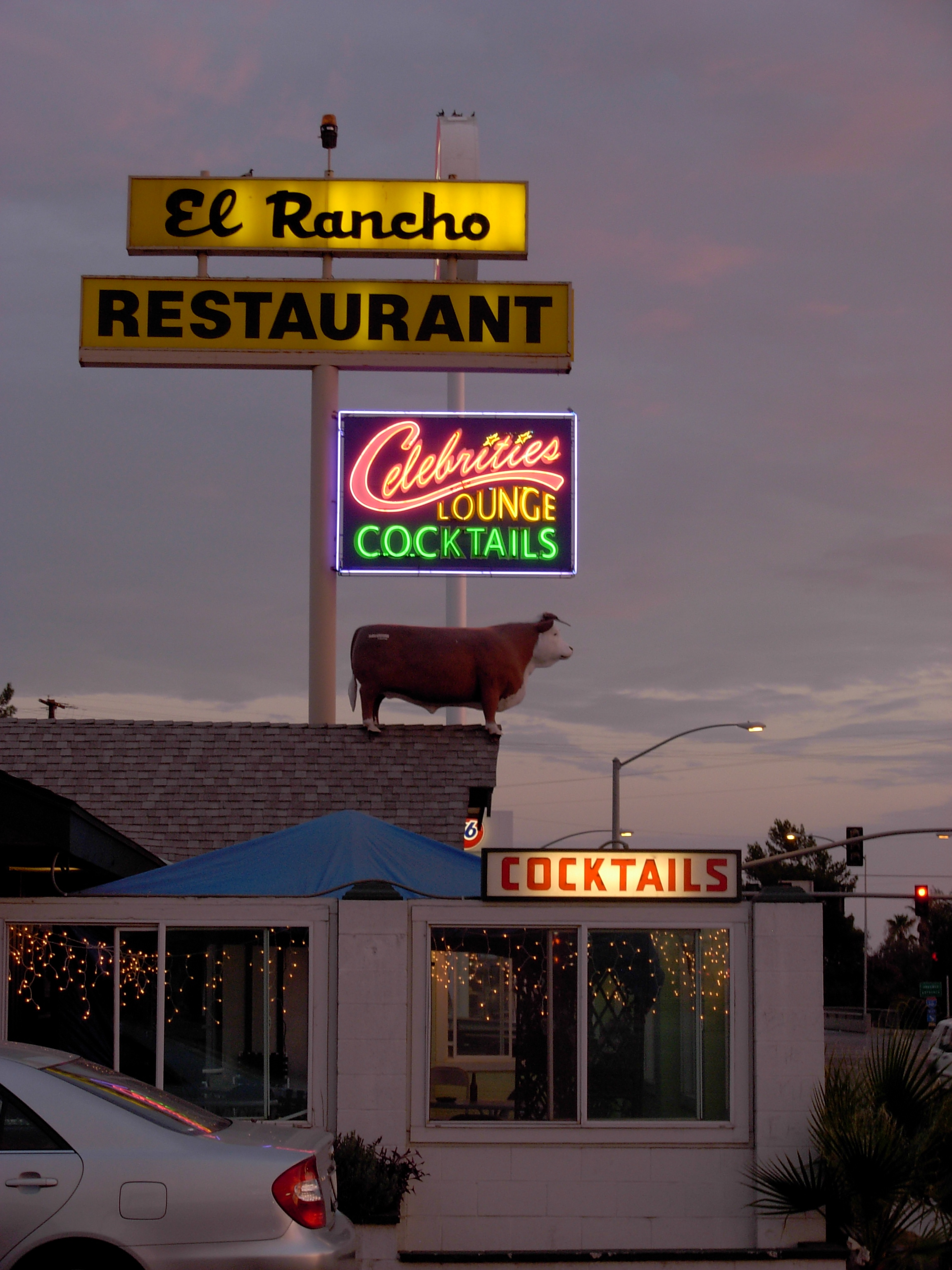
El Rancho Celebrities Lounge

Beaumont plant Vergrößerungen des Stadtgebiets und den Bau neuer Wohnungen zur Erhöhung der Bevölkerungszahl in den nächsten 10 bis 25 Jahren. Im Westen der Stadt werden momentan zur Stauprävention weitere große Straßen und Kreuzungen gebaut. Durch die Wohnungsneubauten könnte Beaumont zur schnellstwachsenden Stadt in Kalifornien aufsteigen; die Bevölkerungszahl soll auf 125.000 Bewohner ansteigen. Hinter Santa Claritas Ortsteil Valencia gilt Beaumont als schnellstwachsende Planstadt im Großraum Los Angeles.

## Politik
Beaumont ist Teil des 23. Distrikts im Senat von Kalifornien, der momentan vom Republikaner Mike Morrell vertreten wird, und des 42. Distrikts der California State Assembly, vertreten vom Republikaner Brian Nestande. Des Weiteren gehört Beaumont Kaliforniens 36. Kongresswahlbezirk an, der einen Cook Partisan Voting Index von R+1 hat und vom Demokraten Raul Ruiz vertreten wird.

## Medien
Viele Fahraufnahmen für den Film Ein amerikanischer Quilt von 1995 wurden in Beaumont gedreht, ebenso einige Episoden sowie Teile des Openings zur Fernsehserie My Name Is Earl.

## Mit Beaumont verbundene Persönlichkeiten
- Junius F. Brown (1902–1970), Psychologe, starb in Beaumont
- Tracy Caldwell Dyson (* 1969), Astronautin, absolvierte die Beaumont High School
- Mary Forbes (1879 oder 1883–1974), Schauspielerin, starb in Beaumont
- Chelsea Gilligan (* 1991), Schauspielerin und Model
- Brion James (1945–1999), Schauspieler, wuchs in Beaumont auf
- Jackie Mills (1922–2010), Jazz-Schlagzeuger, starb in Beaumont